# Michel Gudin
Michel Gudin est un acteur et chanteur français, né le 17 avril 1916 à Paris et mort le 31 juillet 1994 au Chesnay. Spécialisé dans le doublage, il était notamment la voix française de Dean Martin dans la plupart de ses films en duo avec Jerry Lewis et celle de l'inspecteur principal Craddock dans la série de films Miss Marple (1961-1964), ainsi que celle du général Alcazar dans la série de 1991 des Aventures de Tintin.

## Théâtre
- 1942 : La Célestine d'après Fernando de Rojas, mise en scène Jean Meyer, théâtre de la Renaissance
- 1945 : Un ami viendra ce soir d'Yvan Noé et Jacques Companeez, mise en scène Jean Wall, théâtre de Paris
- 1947 : Le Misanthrope de Molière, mise en scène Aimé Clariond, théâtre Antoine
- 1947 : La Termitière de Bernard-Charles Miel, mise en scène Aimé Clariond, théâtre des Célestins, théâtre Antoine
- 1955 : La Servante du passeur de Marcelle Routier, mise en scène Michel Gudin, théâtre Hébertot
- 1956 : Amphitryon 38 de Jean Giraudoux, mise en scène Claude Sainval, Comédie des Champs-Élysées
- 1964 : Jo de Claude Magnier, mise en scène Jean-Pierre Grenier, théâtre des Nouveautés
- 1964 : Un jardin sur la mer de Claude Vermorel, mise en scène Jacques Mauclair, théâtre de l'Alliance française
- 1965 : Docteur Glass ou le médecin imaginaire de Hans Weigel, mise en scène Christian Alers, théâtre de la Porte-Saint-Martin
- 1969 : Occupe-toi d'Amélie de Georges Feydeau, mise en scène Jacques Charon, théâtre de la Madeleine
- 1983 : Triptyque de Max Frisch, mise en scène Roger Blin, Comédie-Française (Odéon)
- 1986 : Six Personnages en quête d'auteur de Luigi Pirandello, mise en scène Jean-Pierre Vincent, Comédie-Française (Odéon)
- 1987 : La locandiera de Carlo Goldoni, mise en scène Alfredo Arias, Festival d'automne à Paris

## Filmographie

### Cinéma
- 1947 : Monsieur de Falindor de René Le Hénaff
- 1961 : Par-dessus le mur : le médecin
- 1971 : Ça n'arrive qu'aux autres

### Télévision
- 1962 : Les Cinq Dernières Minutes épisode 26 : La Mort d'un casseur de Guy Lessertisseur : le brigadier de police
- 1976 : La vérité tient à un fil (série) : Me Rémy
- 1991 : Cas de divorce : Jean Ruchet (épisode 18)

## Doublage

### Cinéma

#### Films
- Dean Martin dans :
  - Le Soldat récalcitrant (1950) : Victor Puccinelli
  - Bon sang ne peut mentir (1951) : Bill Baker
  - La Polka des marins (1952) : Al Crowthers
  - Parachutiste malgré lui (1952) : caporal Chick Allen
  - Le Cabotin et son compère (1952) : Bill Miller
  - Fais-moi peur (1953) : Larry Todd
  - Amour, Délices et Golf (1953) : Joe Anthony
  - Un galop du diable (1953) : Herman 'Honey Talk' Nelson
  - C'est pas une vie, Jerry (1954) : Dr. Steve Harris
  - Le clown est roi (1953) : Peter "Pete" Nelson
  - Un pitre au pensionnat (1955) : Bob Miles
  - Artistes et Modèles (1955) : Rick Todd
  - Le Trouillard du Far West (1956) : Slim Mosely Jr. / Slim Mosely Sr.
  - Un vrai cinglé de cinéma (1956) : Steve Wiley
  - En lettres de feu (1959) : Maurice « Maury » Novak
  - Il a suffi d'une nuit (1961) : Tony Ryder
  - L'Inconnu du gang des jeux (1962) : Steve Flood
  - Mercredi soir, 9 heures... (1963) : Jason Steel
  - Les Quatre Fils de Katie Elder (1965) : Tom Elder
  - Cinq cartes à abattre (1968) : Van Morgan
- Cornel Wilde dans :
  - Ambre (1947) : Bruce Carlton
  - Les femmes mènent le monde (1954) : Bill Baxter
  - Le Virage du diable (1957) : Nick Jargin
  - Les Amours d'Omar Khayyam (1957) : Omar Khayyam
  - Tueurs de feux à Maracaibo (1958) : Vic Scott
- Charles Tingwell (en) dans :
  - Le Train de 16h 50 (1961) : inspecteur principal Craddock
  - Meurtre au galop (1963) : inspecteur principal Craddock
  - Lady détective entre en scène (1964) : inspecteur principal Craddock
  - Passage à tabac (1964) : inspecteur principal Craddock
- Louis Jourdan dans :
  - La Flibustière des Antilles (1951) : capitaine Pierre-François La Rochelle
  - L'Oiseau de paradis (1951) : Andre Laurence
  - La Fontaine des amours (1954) : prince Dino di Cessi
- Andrea Bosic dans :
  - Sandokan, le tigre de Bornéo (1963) : Yanez
  - Kriminal (1966) : inspecteur Patrick Milton
  - Le Retour de Kriminal (1967) : inspecteur Patrick Milton
- Cary Grant dans :
  - Mon épouse favorite (1940)[1] : Nick Arden
  - Soupçons (1946) : Johnnie Aysgarth
- Paul Henreid dans :
  - Une femme cherche son destin (1942)[1] : Jerry Durrence
  - Casablanca (1942)[1] : Victor Laszlo (1er doublage)
- Richard Davalos dans :
  - La Peur au ventre (1955) : Lon Preisser
  - À l'est d'Éden (1955) : Aron Trask
- Rex Reason dans :
  - El Tigre (1955) : le Duc de Montera
  - L'Esclave libre (1960) : Seth Parton
- Harry Carey Jr. dans :
  - La Prisonnière du désert (1956) : Brad Jorgensen
  - Le Roi des imposteurs (1961) : Dr Joseph Mornay
- Alberto Lupo dans :
  - La Bataille de Marathon (1959) : Miltiade
  - Les Bacchantes (1960) : Penthée
- Stewart Granger dans :
  - Parmi les vautours (1964) : Old Surehand
  - L'Appât de l'or noir (1965) : Old Surehand

- Royal Dano dans :
  - Le Roi des rois (1961) : Pierre
  - Le Jour des apaches (1968) : le docteur Eli Prather
- Paul Maxwell dans :
  - La Maison du diable (1963) : Bud Fredericks
  - Aliens, le retour (1986) : Van Leuwen
- DeForest Kelley dans : 
  - Rivalités (1964) : Sam Corwin
  - Les Inséparables (1965) : M. Turner

- 1935[2] : Bons pour le service : le général Fletcher (Claude King)
- 1940[3] : Correspondant 17 : Scott ffolliott (George Sanders)
- 1942[4] : Les Aventures de Tarzan à New York : le juge Abbotson (Russell Hicks)
- 1943[5] : Le ciel peut attendre : Henry Van Cleve (Don Ameche) (1er doublage)
- 1944[6] : C'est arrivé demain : Larry Stevens (Dick Powell)
- 1944 : Trente Secondes sur Tokyo (Thirty Seconds Over Tokyo) de Mervyn LeRoy : Lieutenant Dean Davenport (Tim Murdock)
- 1947[7] : Le Procès Paradine : Baker (Colin Hunter)
- 1948 : La Chartreuse de Parme : le marquis Crescenzi (Claudio Gora)
- 1950 : Rio Grande : le capitaine Prescott (Steve Pendleton)
- 1951 : L’Inconnu du Nord-Express : Guy Haines (Farley Granger)
- 1951 : Ivanhoe : le maréchal de lice ([Qui ?])
- 1951 : La Bagarre de Santa Fe : Dave Baxter (Warner Anderson)
- 1951 : Dans la gueule du loup : Tony (John Marley)
- 1951 : Show Boat : Joe, l'assistant du Trocadero (Chick Chandler)
- 1952 : Le train sifflera trois fois : Sam Fuller (Henry Morgan)
- 1952 : La Mission du commandant Lex : Lieutenant Evans (Jerry O'Sullivan)
- 1952 : Scaramouche : greffier de l'assemblée (John Eldredge)
- 1952 : Le Tigre de Malaisie : Urthi (Raf Pindi)
- 1952 : Le Proscrit : le capitaine Ruiz (Ron Randell)
- 1952 : Mes six forçats : Dawson (Harry Morgan)
- 1953 : Tant qu'il y aura des hommes : Angelo Maggio (Frank Sinatra)
- 1953 : Le Retour de don Camillo : Marchetti (Paolo Stoppa)
- 1953 : Hélène de Troie : Énée (Ronald Lewis (en))
- 1953 : Les Rats du désert : Colonel Barney White (Torin Thatcher)
- 1954 : Sur les quais : Charley Malloy (Rod Steiger)
- 1954 : Une étoile est née : Danny McGuire (Tommy Noonan)
- 1955 : Ville sans loi : Harley Baskam (Michael Pate)
- 1955 : Tout ce que le ciel permet : Michel « Mick » Anderson (Charles Drake)
- 1955 : Dossier secret : le marquis de Rutleigh (Jack Watling)
- 1955 : La Terre des pharaons : Senta, le fils de Vashtar (Dewey Martin)
- 1955 : En quatrième vitesse : Horace, concierge de l'immeuble où résidait Christina (James McCallion (de))
- 1955 : Le Voleur du Roi : le capitaine Herrick (John Dehner)
- 1955 : La Guerre privée du major Benson : major Bernard R. Barney Benson (Charlton Heston)
- 1955 : La Fureur de vivre : Harry (Tom Bernard)
- 1955 : Valse royale : Leutnant Hakenstaller (Klaus Havenstein)
- 1956 : Le Shérif : Markham (Fay Roope)
- 1956 : Derrière le miroir : Docteur aux rayons-X (David Bedell)
- 1956 : Géant : Jordan Benedict III (Dennis Hopper)
- 1956 : Le Faux Coupable : Gene Conforti, le beau-frère de Manny (Nehemiah Persoff)
- 1956 : Viva Las Vegas : un des sept copropriétaires du Sands (Frank Wilcox)
- 1956 : Au sud de Mombasa : Gil Rossi (Christopher Lee)
- 1956[8] : Les Années sauvages : Johnny (Chuck Roberson)
- 1957 : Les Plaisirs de l'enfer : Michael Rossi (Lee Philips)
- 1957 : Sayonara : Joe Kelly (Red Buttons)
- 1957 : Drôle de frimousse : Paul Duval (Robert Flemyng)
- 1957 : L'aigle vole au soleil : John Dale Price (Ken Curtis)
- 1957 : Mon homme Godfrey : le capitaine (Fred Essler)
- 1958 : La Mouche noire : François Delambre (Vincent Price)
- 1958 : Les Travaux d’Hercule : Iphitos (Mimmo Palmara)
- 1958 : Les Bateliers de la Volga : un officier de Gorev[Qui ?]
- 1958 : La Brune brûlante : le narrateur (David Hedison)
- 1958 : 10, rue Frederick : le président du comité du parti (Vernon Rich)
- 1959 : Hercule et la Reine de Lydie : Un lieutenant de Polynice (Fedele Gentile (de))
- 1959 : La Grande Guerre : l'aumônier (Achille Compagnoni)
- 1959 : Les Chemins de la haute ville : monsieur Brown (Donald Wolfit)
- 1959 : Crimes au musée des horreurs : le docteur Ballan (Gerald Anderson)
- 1959 : La Plus Grande Aventure de Tarzan : Tarzan (Gordon Scott)
- 1959 : Le Maître de forges : Raoul de la Brède (Mario Colli)
- 1959 : Les Derniers Jours de Pompéi : le prétorien Marcus (Mario Berriatua)
- 1959 : Carthage en flammes : Scipion ([Qui ?])
- 1960 : Le Voleur de Bagdad : Osman, prince de Mossoul (Arturo Dominici)
- 1960 : Café Europa en uniforme : Capitaine Hobart (John Hudson)
- 1960 : Le Masque du démon : Dr Thomas Kruvajan (Andrea Checchi)
- 1960 : La Garçonnière : messager (David Macklin)
- 1960 : Psychose : Sam Loomis (John Gavin)
- 1960 : Les Chevaliers teutoniques : Rotgier (Tadeusz Kosudarski (pl))
- 1961 : Un, deux, trois : un chauffeur ([Qui ?])
- 1961 : Barabbas : Lucius (Ernest Borgnine)
- 1961 : Le Géant de Métropolis : Egon (Furio Meniconi)
- 1961 : Hercule à la conquête de l'Atlantide : Le Roi Timoclès de Mégare (Enrico Maria Salerno)
- 1961 : Atlantis, Terre engloutie : Sonoy l’astrologue (Frank DeKova)
- 1961 : Les Lanciers noirs : un membre du conseil (Mirko Ellis)
- 1961 : Le Cercle de feu : le shérif-adjoint Joe Pringle (Joel Marston)
- 1961 : Ville sans pitié : le major Dowling (John Valerio)
- 1962 : Coups de feu dans la Sierra : Sylvus Hammond (L.Q. Jones)
- 1962 : Maciste en enfer : Charley Law (Angelo Zanolli)
- 1962 : Sept épées pour le roi : Duc de Saavedra (Giulio Bosetti)
- 1962 : Les Nerfs à vif : l'inspecteur Mark Dutton (Martin Balsam)
- 1962 : Ponce Pilate : Galba (Riccardo Garrone)
- 1962 : L'enfer est pour les héros : Capitaine Roger Loomis (Joseph Hoover (en))
- 1962 : Un crime dans la tête : narration
- 1962 : Fureur à l'ouest : le marshal adjoint Casey Banner (Bob Steele)
- 1963 : Cléopâtre : Cimber (Michael Gwynn)
- 1963 : La Terreur des gladiateurs : Marco (Aldo Bufi Landi)
- 1963 : Rome contre Rome : Gaio (Ettore Manni)
- 1963 : Un homme doit mourir : le capitaine Van Ryn (Nehemiah Persoff)
- 1963 : Le Lion de Saint-Marc : Gualtiero (Giulio Marchetti)
- 1963 : La Revanche du Sicilien : le correspondant (Richard Anderson)
- 1964 : Police spéciale : Capitaine Griff (Anthony Eisley (en))
- 1964 : Pas de printemps pour Marnie : le cousin Bob (Bob Sweeney)
- 1964 : La Crypte du vampire : Comte Ludwig Von Karnstein (Christopher Lee)
- 1964 : Maciste contre les hommes de pierre : narration ()
- 1964 : La Reine du Colorado : le révérend Ryan (George Mitchell)
- 1965 : Le Masque de Fu-Manchu : le docteur Petrie (Howard Marion-Crawford)
- 1965 : Duel au couteau : King Arald (Giacomo Rossi-Stuart)
- 1965 : Les Trois Centurions : Marco Caio (Mario Feliciani)
- 1965 : Les Inséparables : la voix off du présentateur du match de boxe (John J. Fox)
- 1965 : Chère Brigitte : M. Ruby, le facteur (Ted Mapes)
- 1965 : 36 Heures avant le débarquement : le colonel Peter MacLean (Alan Napier)
- 1965 : Et pour quelques dollars de plus : Le directeur de la banque de Tucumcari (Sergio Mendizábal)
- 1965 : Comment tuer votre femme : le présentateur TV (Bill Baldwin)
- 1965 : Fureur sur le Bosphore : le commissaire-priseur (Tomas Blanco)
- 1966 : Deux Minets pour Juliette ! : le sergent informant le colonel Ferris (William Phipps)
- 1966 : Passeport pour l'oubli : Douglas MacGillivra (John Le Mesurier)
- 1966 : Arrivederci baby : le mari visitant l'orphelinat[Qui ?]
- 1966 : Les Russes arrivent : Walt Whittaker (Carl Reiner)
- 1966 : Le Gentleman de Londres : voix secondaires
- 1967 : Opération frère cadet : commissaire-priseur (Francesco Tensi)
- 1967 : Les Douze Salopards : le capitaine Stuart Kinder (Ralph Meeker)
- 1967 : Violence à Jericho : McGivern (John Napier)
- 1967 : Le Justicier de l'Arizona : le shérif Will (Willy en VF) Parker  (Mort Mills)
- 1967 : La Guerre des cerveaux : Mark Corlane (Gary Merrill)
- 1968 : Quand les aigles attaquent : le général George Carnaby / le caporal Cartwright Jones (Robert Beatty)
- 1968 : Le Fantôme de Barbe-Noire : Mel Willis (Elliott Reid)
- 1968 : Pas de pitié pour les salopards : le Sherif John Ferguson (Enzo Fiermonte)
- 1968 : Boom : Docteur Luilo (Romolo Valli)
- 1968 : Will Penny, le solitaire :  (Lee Majors)
- 1969 : Les Géants de l'Ouest : (Gregg Palmer)
- 1969 : Cinq hommes armés : le capitaine Nicolas Augustus (James Daly)
- 1969 : Les Gens de la pluie : Lou (Alan Manson)
- 1970 : De l'or pour les braves : le général Colt (Carroll O'Connor)
- 1970 : La Cité de la violence : le présentateur TV (Peter Dane)
- 1970 : Le Miroir aux espions : Haldane (Paul Rogers)
- 1970 : L'Insurgé : le promoteur français (Marcel Dalio) et le fonctionnaire anglais (Basil Dignam)
- 1971 : Les diamants sont éternels : Vandenburg (David Healy)
- 1971 : L'Hôpital : Milton Mead (Donald Harron)
- 1971 : Le Baron rouge : un major (Des Nealon)
- 1972 : 3 Étoiles, 36 Chandelles : M. Fowle (David White)
- 1972 : Far West Story : Emilio (Gene Collins)
- 1973 : Théâtre de sang : le sergent Dogge (Eric Sykes)
- 1973 : Magnum Force : Walter (Jack Kosslyn)
- 1973 : L'Exécuteur noir : Duncan (Ed McMahon)
- 1974 : Mr. Majestyk : le lieutenant McAllen (Frank Maxwell (en))
- 1974 : L'Homme au pistolet d'or : le professeur Frazier (Gerald James (en))
- 1974 : Top Secret : le colonel Moreau (Roger Dann)
- 1974 : Truck Turner : Snow (Bob Harris)
- 1974 : Le Retour du dragon[9] : Conway (Rand Brooks)
- 1975 : Barry Lyndon : le tailleur (Norman Gay)
- 1975 : Capone de Steve Carver : Frankie Yale (John Cassavetes)
- 1975 : L'Odyssée du Hindenburg : Speck (Jan Merlin)
- 1975 : Mandingo : Wallace (Ray Spruell)
- 1976 : Rocky : le présentateur TV (George O'Hanlon)
- 1976 : La Bataille de Midway : le capitaine Aoki (Lloyd Kino)
- 1976 : Le Tigre du ciel : le brigadier général Whale (Ray Milland)
- 1979 : Rocky 2 : le directeur d'agence pour l'emploi (Sheperd Sanders)
- 1979 : Bienvenue, mister Chance : Morton Hull (Arthur Rosenberg)
- 1979 : Les Vampires de Salem : Jason Burke (Lew Ayres)[10]
- 1979 : La luna : le médecin soignant Joe Silveri (Franco Magrini)
- 1980 : Virus : le secrétaire d'état (Dan Kippy)
- 1980 : Stardust Memories : un critique qui pose une question à sandy[Qui ?]
- 1981 : Le Bateau : le capitaine du Weser (Günter Lamprecht) (1er doublage)
- 1981 : Halloween 2 : Dr. Frederick Mixter (Ford Rainey)
- 1981 : Sanglantes Confessions : Dan T. Campion (Ed Flanders)
- 1981 : L'Homme de Prague : Porter (Graham Jarvis)
- 1983 : Superman 3 : Perry White (Jackie Cooper)
- 1983 : L'Héritier de la panthère rose : le président du Lugash (Harold Kasket), Hugo (William Abney) et le serveur de la terrasse du café (Graham Stark)
- 1984 : Il était une fois en Amérique : le guichetier[Qui ?] (1er doublage)
- 1984 : Supergirl : M. Danvers (David Healy) (1er doublage)
- 1985 : Rocky 4 : le commentateur du combat Apollo vs Drago (Stu Nahan (en))
- 1987 : RoboCop : le président de l'OCP (Dan O'Herlihy)
- 1987 : Cold Steel : Sur le fil du rasoir : le lieutenant Hill (Eddie Egan)
- 1988 : Bird : le docteur du sud (Richard McKenzie)
- 1988 : Héros : Bridges (Peter Miller)

#### Films d'animation
- 1953 : Peter Pan[11] : le narrateur
- 1961 : Les 101 Dalmatiens : le présentateur de télévision
- 1977 : Les Aventures de Winnie l'ourson : le narrateur (1er doublage)
- 1977 : Les Aventures de Bernard et Bianca : l'annonceur de l'aéroport

### Télévision

#### Téléfilm
- 1973 : L'Assassin du métro : le chef McKenzie (Robert Goodier) et le 2d policier au théâtre (Richard Alden)

#### Séries télévisées
- 1963 : L’Épouvantail : Mr. Sexton Mipps / Hellspite (George Cole)
- 1964-1971 : Ma sorcière bien-aimée : le narrateur (José Ferrer) (épisode pilote) + Frank Stephens (Robert F. Simon et Roy Roberts)
- 1978 : La Petite Maison dans la prairie : Mr Standish (Leon Charles) - Saison 5
- 1979 : San Ku Kaï : Golem XIII / Narrateur
- 1992-1995 : Beverly Hills : Dr. John Martin (Michael Durrell) (1re voix, saisons 3-5)
- 1993-1996 : Docteur Quinn, femme médecin : Loren (Orson Bean)

#### Séries animées
- Les Aventures de Tintin : le général Alcazar
- Sophie et Virginie : le docteur Franck
- Capitaine Flam : narrateur
- Les Mystérieuses Cités d'or : Fernando La Guerra